# 东方猪毛菜
东方猪毛菜（学名：Salsola orientalis）是苋科猪毛菜属的植物。分布于伊朗、高加索、中亚地区以及中国大陆的新疆等地，生长于海拔260米至800米的地区，常生长在山麓、砂丘或砾质荒漠，目前尚未由人工引种栽培。

## 别名
直立猪毛菜（中国高等植物图鉴）